# يوسف السابع غنيمة
يوسف السابع غنيمة (29 يناير 1881-8 يوليو 1958) كان بطريرك بابل للكلدان في الكنيسة الكلدانية الكاثوليكية للفترة 1947–1958.

## حياته
ولد يوسف بن عبد الواحد بن أنطوان بن عبد الأحد آل غنيمة في 29 كانون الثاني 1881 في الموصل، وهو من عائلة من كرمليس، ورُسم كاهناً 15 أيار 1904. في 10 أيار 1925 أقامه البطريرك يوسف عمانوئيل الثاني توما أسقفا. وقع عليه أختيار الأساقفة في 17 أيلول 1947 لتولي البطريركية واحتفل بتنصيبه في الموصل في 26 أيلول 1947. استمر بطريركا حتى وفاته في 8 تموز 1958.
ودفن في كنيسة مار يوسف في الخربندة في حي الكرادة في بغداد التي سعى كثيرا في إنشائها، وبنيت عام 1956. وهو الذي نقل كرسي البطريركية من الموصل إلى بغداد.
كان قد خلف البطريرك يوسف عمانوئيل الثاني توما وخلفه البطريرك بولس الثاني شيخو.

## التمثيل السياسي
في عام 1951، عين مار يوسف السابع غنيمة في مجلس الأعيان العراقي، ليمثل الكنيسة الكلدانية الكاثوليكية خلفا ليوسف عمانوئيل الثاني توما الذي كان عضوا في المجلس منذ تأسيسه سنة 1925 حتى وفاته سنة 1947.